# Atahualpa Yupanqui

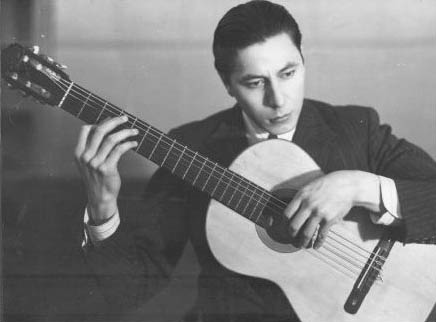
Yupanqui, 1935.

Atahualpa Yupanqui (Pergamino, 22 januari 1908 - Nîmes, 23 mei 1992) was een Argentijns zanger, singer-songwriter, gitarist en schrijver. Hij wordt beschouwd als een van de belangrijkste Argentijnse folkmusici van de 20ste eeuw.

## Biografie
Yupanqui werd geboren als Héctor Roberto Chavero Haram in Pergamino (provincie Buenos Aires), in de Argentijnse pampa's, op ongeveer 200 kilometer van Buenos Aires. Zijn familie verhuisde naar Tucumán toen hij tien was. Ter ere van twee legendarische Inca-koningen nam hij Atahualpa Yupanqui als artiestennaam, een naam die hijzelf wereldberoemd maakte.
Vroeg in zijn carrière reisde hij rond en in Noordwest-Argentinië en in de altiplano (hoogvlakte in de Andes) waar hij de indiaanse cultuur bestudeerde. Op politiek vlak radicaliseerde hij, en werd lid van de toenmalige communistische partij van Argentinië. In 1931 nam hij deel aan de opstand van de gebroeders Kennedy (Roberto, Mario en Eduardo ) en moest vluchten naar Uruguay. Hij keerde terug in 1934.
In 1935 bezocht Yupanqui voor het eerst Buenos Aires: zijn composities werden populair en hij werd uitgenodigd voor radio-optredens. Kort daarop maakte hij kennis met de pianiste Antonieta Paula Pepin Fitzpatrick (bijnaam "Nenette"), die zijn levensgezellin werd en samen met en voor hem werkte en componeerde onder de artiestennaam "Pablo del Cerro". Samen kregen zij een zoon Roberto.
Wegens zijn lidmaatschap van de communistische partij (tot 1952), werd zijn werk gecensureerd gedurende de regeerperiode van Juan Perón. Hij werd verschillende keren gearresteerd en opgesloten. In 1949 vertrok hij naar Europa, en werd door Édith Piaf uitgenodigd om op te treden in Parijs in juni van hetzelfde jaar. Hij maakte vervolgens een uitgebreide concerttournee in Europa.
In 1952 keerde Yupanqui terug naar Buenos Aires. Hij brak met de communistische partij, waardoor hij meer kansen kreeg voor radio optredens.
De erkenning voor Yupanqui's etnografisch werk kwam tijdens de 1960s, en nueva canción-artiesten zoals Mercedes Sosa en Jorge Cafrune namen zijn composities op en maakten hem populair bij de jonge muzikanten, die hem Don Ata noemden.
Yupanqui woonde afwisselend in Buenos Aires en Cerro Colorado in de provincie Córdoba. In 1963-1964 toerde hij in Colombia, Japan, Marokko, Egypte, Israël, en Italië. In 1967 toerde hij in Spanje en vestigde zich in Parijs. Hij keerde regelmatig terug naar Argentinië, maar deze bezoeken werden zeldzamer nadat de militaire dictatuur van Jorge Videla aan de macht kwam in 1976.
Yupanqui stierf in Nîmes, Frankrijk in 1992 - hij was 84 jaar oud; hij werd begraven op het kerkhof Cerro Colorado.

## Bekendste liedjes
- "Los Hermanos"
- "Viene clareando"
- "El arriero"
- "Zamba del grillo"
- "La añera"
- "La pobrecita"
- "Milonga del peón de campo"
- "Camino del indio"
- "Chacarera de las piedras"
- "Recuerdos del Portezuelo"
- "El alazán"
- "Indiecito dormido"
- "El aromo"
- "Le tengo rabia al silencio"
- "Piedra y camino"
- "Luna tucumana"
- "Los ejes de mi carreta"
- "Sin caballo y en Montiel"
- "Cachilo dormido"
- "Tú que puedes vuélvete"
- "Nada mas"
- "Vidala Dolorosa"
- "Danza de la paloma enamorada"
- "El indio y la quena"

## Boeken
- Piedra sola (1940)
- Aires indios (1943)
- Cerro Bayo (1953)
- Guitarra (1960)
- El canto del viento (1965)
- El payador perseguido (1972)
- La Capataza (1992)